# Lesbianisme politique
Le lesbianisme politique ou lesbianisme radical est un courant féministe, généralement associé à la deuxième vague féministe et au féminisme radical. Il inclut, mais ne se limite pas, au séparatisme lesbien. Le lesbianisme politique repose sur l'idée qu'il faut combattre le patriarcat en tant que système politique, en arrêtant de soutenir l'hétérosexualité et d'avoir des relations avec des hommes.

## Historique
Le lesbianisme politique commence à exister à la fin des années 1960 au sein de la seconde vague des féministes radicales, comme un moyen de combattre le sexisme et l'hétérosexualité comme construction sociale. Sheila Jeffreys aide à développer le concept quand elle écrit, au sein du Leeds Revolutionary Feminist Group, un essai intitulé Love Your Enemy? The Debate Between Heterosexual Feminism and Political Lesbianism (Aime ton ennemi ? Le débat entre le féminisme hétérosexuel et le lesbianisme politique). Les autrices y affirment que les femmes devraient arrêter de soutenir l'hétérosexualité en ayant des rapports sexuels avec des hommes, et encouragent les lectrices à se débarrasser des hommes « dans vos lits et dans vos têtes ».
À la fin des années 1980, Monique Wittig et Adrienne Rich théorisent le lesbianisme politique en France dans leurs essais La Pensée straight et La Contrainte à l'hétérosexualité. Elles y font une critique de l'hétéronormativité et des institutions qui en découlent, comme le mariage et la famille traditionnelle. En Espagne, Empar Pineda affirme ses choix.
À la fin des années 1990, le mouvement LGBT s'oppose au lesbianisme radical. Dans les années 2010, le courant trouve un renouveau dans des associations locales comme le collectif Bonny Read ou l'association parisienne non mixte FiÈres.

## Concept de lesbianisme politique

### Définition

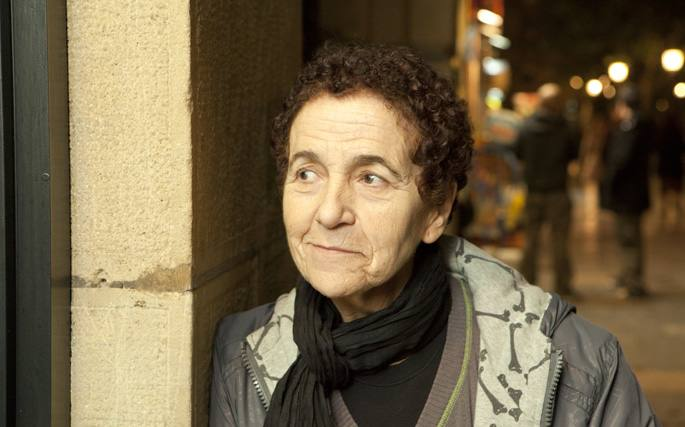
Empar Pineda, militante basque féministe contemporaine.

Le lesbianisme politique repose sur l'idée que pour combattre le patriarcat et ses oppressions, il faut refuser les relations avec les hommes et s’extraire de l’hétérosexualité.
Selon cette doctrine, les hommes sont déterminés à avoir des comportements sexistes et problématiques par le simple fait qu’ils sont des hommes et ont grandi dans une société dont les rapports de genre s’exercent en leur faveur. Ainsi les femmes en couple avec des hommes ne peuvent pas échapper à l'oppression patriarcale dans la sphère intime. Pour Monique Wittig en particulier, le militantisme féministe qui se construit autour de l'hétérosexualité repose actuellement sur un aménagement dudit système plutôt que sur une volonté de l'abolir. Louise Turcotte, militante lesbienne radicale, explique ainsi : « Le lesbianisme radical, quant à lui, place la dimension politique du lesbianisme dans le fait que les lesbiennes occupent une position spécifique à l'intérieur de la classe des femmes et qu'elle constitue par conséquent une faille à ce régime politique qu'est l'hétérosexualité ».
Le comportement hétérosexuel est vu comme la fondation de la structure politique patriarcale : les lesbiennes qui refusent les relations hétérosexuelles combattent directement le système politique du patriarcat. 
De cette façon, les femmes peuvent s'éloigner d'un carcan oppressif qui inclut les normes hétérosexuelles, la sexualité traditionnelle, le mariage et la vie de famille. En effet, pour les lesbiennes politiques, les normes hétérosexuelles imposent une vie de travail difficile sans reconnaissance, où elles sont subordonnées aux hommes.

### Relations sexuelles
Le lesbianisme politique ne repose pas sur les relations sexuelles entre femmes : le Leeds Revolutionary Feminist Group définit une lesbienne politique comme « une femme qui ne baise pas des hommes ».
Certaines choisissent le célibat, ou s'identifient comme asexuelles. D'autres encore sont bisexuelles et choisissent de se qualifier de lesbiennes, ne mettant en œuvre que leur attirance pour des femmes. Le mouvement a donc pour effet de donner plus de visibilité à certaines sexualités non normatives.
Enfin, quelques lesbiennes politiques ne s'opposent pas à partager des relations sexuelles, sans lien affectif ou romantique, avec des hommes. Cette vision est cependant moins répandue au sein du mouvement.

## Séparatisme lesbien
Le séparatisme lesbien est une forme de féminisme radical qui soutient que l'opposition au patriarcat obtient les meilleurs résultats en se concentrant exclusivement sur les femmes et les filles. Les féministes séparatistes considèrent que les hommes ne peuvent pas apporter de contributions positives au mouvement féministe et que même les hommes de bonne foi répètent les dynamiques du patriarcat.
À Ti-Grace Atkinson, féministe radicale et cofondatrice du groupe The Feminists, est attribuée la phrase qui résume le mouvement : « le féminisme, c'est la théorie ; le lesbianisme, c'est la pratique »,. Néanmoins, elle aurait réellement dit « le féminisme, c'est la théorie ; mais le lesbianisme une pratique »,.En sortant des relations hétérosexuelles, les femmes peuvent s'exprimer comme lesbiennes et se trouver des valeurs communes : le féminisme pourra donc fournir un environnement dans lequel le lesbianisme est une question politique et non une contrainte. Les valeurs communes des femmes créent une énergie positive nécessaire à l'élévation sociale des femmes.
Charlotte Bunch, une des premières membres du The Furies Collective (Collectif des Furies), voit le féminisme séparatiste comme une première étape nécessaire à l'accomplissement d'objectifs spécifiques et au développement personnel. Les Furies recommandant que les séparatistes lesbiennes ne devraient socialiser qu'avec les femmes qui se désolidarisent du privilège masculin et suggère que « tant que les femmes bénéficient de l'hétérosexualité, reçoivent ses avantages et sa sécurité, elles sont vouées à trahir leurs sœurs, en particulier leurs sœurs Lesbiennes qui n'ont pas reçu ces privilèges ».
Les femmes choisissant de devenir lesbiennes politiques se libèrent également de la charge de pédagogie envers les hommes. Si, féministes hétérosexuelles, elles peuvent ressentir un besoin d'expliquer leurs combats pour que les hommes apprennent et évoluent, une fois le lesbianisme adopté, elles n'ont plus le devoir moral de s'en charger, n'étant pas proches de ces hommes. Une autre logique derrière ce raisonnement est le déterminisme social : les hommes restent une classe privilégiée et ne peuvent pas comprendre pleinement les luttes féministes, même s'ils sont pleins de bonne volonté.
Le lesbianisme séparatiste a été critiqué par certains courants du lesbianisme politique. Louise Turcotte reproche notamment à ce courant d'avoir « développé, dans une visée essentialiste, des valeurs spécifiquement lesbiennes », tout en reconnaissant la nécessité des communautés lesbiennes.

## Critiques

### Critique de Gayle Rubin
Pour l'anthropologue et militante lesbienne et féministe Gayle Rubin, le lesbianisme politique est parti d'une bonne intuition. En effet, le fait d'être lesbienne amène bien à se confronter à des éléments fondamentaux de la hiérarchie de genre.
Cependant, avec lui, il est « devenu plus difficile d’admettre qu’il y a des hétérosexuelles qui sont féministes et des lesbiennes qui ne le sont pas. Elle a gêné le développement d’un mouvement politique lesbien et d’une conscience lesbienne. Elle a amené à considérer que le lesbianisme n’est justifié politiquement que dans la mesure où il est féministe – ce qui a, en retour, incité les lesbiennes féministes à mépriser les gouines qui n’appartenaient pas au mouvement. Elle a conduit les lesbiennes féministes à s’identifier avec le mouvement féministe plutôt qu’avec la communauté lesbienne. Elle a incité de nombreuses femmes qui ne sont pas sexuellement attirées par les femmes à se définir comme lesbiennes. Elle a empêché le mouvement lesbien d’affirmer que notre désir pour les femmes est légitime, qu’il provienne ou non des idées politiques du féminisme. Elle a donné naissance à un lesbianisme politique qui semble avoir honte du désir lesbien.»
Selon elle en effet, il est important de séparer analytiquement et politiquement le genre et la sexualité, et elle reproche aux lesbiennes politiques d'avoir « analysé l'oppression des lesbiennes en termes d'oppression des femmes. Cependant les lesbiennes sont aussi opprimées en tant que queer, que perverses, par le fruit d'une stratification de la sexualité et non de genre. Bien que cela heurte certaines lesbiennes, force est de constater que les lesbiennes ont partagé beaucoup des caractéristiques sociales et souffert des mêmes formes d'exclusion sociales que les hommes homosexuels, les travestis et les prostitués.»

### Critique de la part de la communauté LGBT+
Certaines lesbiennes estiment que leur orientation est ainsi fétichisée.